# Laura Melusine Baudenbacher
Laura Melusine Charlotte Alice Baudenbacher (* 19. November 1985 in Berlin; heimatberechtigt in Murten) ist eine Schweizer Juristin. Seit 1. Januar 2023 ist die Wirtschaftsanwältin Präsidentin der Schweizer Wettbewerbskommission (Weko).

## Leben
Die schweizerisch-deutsche Doppelbürgerin Laura Melusine Baudenbacher ist die Tochter des Schweizer Juristen Carl Baudenbacher. Sie wurde in West-Berlin geboren und in St. Gallen eingeschult. Für zwei Jahre ging sie in Texas zur Schule. Die Matura legte sie an der Europaschule in Luxemburg ab. Sie studierte Rechtswissenschaft mit Schwerpunkt europäisches und internationales Recht an der Universität Bern. Nach dem Examen im Jahr 2011 trat Baudenbacher als Gerichtsschreiberin ihre erste Stelle am Bundesverwaltungsgericht in St. Gallen an. Im Jahr 2015 wurde sie von der Universität Zürich mit einer Dissertation zum Thema Vom gemeineuropäischen zum europäischen Rechtsmissbrauchsverbot summa cum laude promoviert, die sie bei Andreas Heinemann, ihrem Vorgänger im Amt, geschrieben hatte. Baudenbacher ist Partnerin der schweizerisch-norwegischen Kanzlei Baudenbacher Kvernberg. Am 16. November 2022 wählte der Bundesrat der Schweizerischen Eidgenossenschaft Baudenbacher zur Präsidentin der Wettbewerbskommission (Weko).